# Phare des îles Diego Ramirez
Le phare des îles Diego Ramirez  (en espagnol : Faro Islas Diego Ramirez) est un phare actif situé sur l' île Gonzalo, (Province de l'Antarctique chilien), dans la Région de Magallanes et de l'Antarctique chilien au Chili.
Il est géré par le Service hydrographique et océanographique de la marine chilienne dépendant de la Marine chilienne.

## Histoire
Ce petit phare est le plus au sud des phares du Chili. Érigé sur l'île Gonzalo, l'une des îles Diego Ramirez, il se trouve sur le passage de Drake à environ 105 km au sud-ouest du Cap Horn.
En 1957, le Chili a établi une station météorologique sur l'île Gonzalo, la plus méridionale du groupe. Le phare se trouve à l'arrière de la station.

## Description
Le phare est un pilier cylindrique en fibre de verre, avec une galerie et une lanterne de 5 m de haut. La tour est peinte en blanc avec une bande étroite rouge. Il émet, à une hauteur focale de 108 m, un éclat blanc par période de 15 secondes. Sa portée est de 22 milles nautiques (environ 41 km).
Identifiant : ARLHS : CHI-020 - Amirauté : G1338 - NGA : 111-2718 .
|                                  |
| Localisation :Îles Diego Ramirez |

|          |
| Les îles |

### Lien connexe
- Liste des phares du Chili